# كورت ماير (سياسي أمريكي)
كورت ماير (بالإنجليزية: Curt Meier)‏ هو سياسي أمريكي، ولد في 1953 في لا غرانغ في الولايات المتحدة. حزبياً، نشط في الحزب الجمهوري. وقد انتخب عضو مجلس ولاية وايومنغ.